# Hørpalme
Hørpalme (Trachycarpus fortunei) er en palme med 80 cm brede, vifteformede blade. Den bliver 10-12 meter høj og er vidt udbredt som pryd- og nyttetræ. Den stammer fra Kina, men findes ikke længere vildtvoksende i naturen. Derfor er den nøjagtige oprindelse ukendt. Hørpalmen er kendt for sin tolerance overfor kulde, og dyrkes således også i tempererede egne af verden. Fibrene fra bladene udnyttes til fremstilling af grove reb.
Hørpalmen kan også dyrkes på friland i Danmark, hvis den plantes på et beskyttet sted. Kan bl.a. ses i Botanisk Have i København.
Den nært beslægtede art Trachycarpus takil findes vildtvoksende på spredte lokaliteter i den østligste del af Uttarakhand (Indien) i ca. 1.800 – 2.700 meters højde. Den vokser i skove, bestående af bl.a. arter af eg (Quercus dialata) og cypres (Cupressus torulosa).